# A·RA·SHI
〈A・RA・SHI〉는 아라시의 데뷔 싱글로, 1999년 11월 3일에 포니캐년을 통해 출시되었다.

## 배경 및 발매
〈A・RA・SHI〉는 의 J&T가 작사하고, 마카이노 코지가 작곡한 곡이다.

## 수록곡
1. A・RA・SHI [4:26]
(작사: J&T / 작곡·편곡: 마카이노 코지)
후지 TV 계열 《배구 월드컵 1999》 이미지 송
2. 明日に向かって / 내일을 향해 [4:32]
(작사: 오오츠카 유조 / 작곡·편곡: 마카이노 코지)
멤버 전원 출연 후지 TV 계열 《V의 아라시》 주제가
3. A・RA・SHI （オリジナル・カラオケ）
4. 明日に向かって （オリジナル・カラオケ）